# ابوذر غزنوی
ابوذر غزنوی (زاده ۱۳۳۶ جاغوری - غزنی - درگذشته ۲۲ حوت ۱۳۷۳ کابل) فرمانده نظامی حزب وحدت اسلامی افغانستان در جنگ‌های داخلی افغانستان بود. در ۲۲ حوت ۱۳۷۳ پس از ورود طالبان به کابل و زمانی که حزب وحدت از طرف دولت ربانی و طالبان در محاصره قرار گرفته بود، به دست طالبان به همراه عبدالعلی مزاری اسیر و پس از شکنجه کشته شدند.

## پیش از تشکیل حزب وحدت اسلامی
ابوذر غزنوی در سال ۱۳۳۶ در سبز سنگ پاتو از قریه‌های ولسوالی جاغوری ولایت غزنی در خانواده‌ای از قوم هزاره متولد شد. 
تحصیلات ابتدایی خود را نزد ملاهای ده خواند و مدتی بعد به مدرسه تبقوس جاغوری آموزش دید. در سال ۱۳۵۱ به مدرسه حوتقل جاغوری و در سال ۱۳۵۳ توانست به مدرسه محمدیه کابل راه یابد. وی پس از کودتای ۷ ثور تحصیلات خود را نیمه تمام گذاشت. وی در ابتدا به عضویت شاخه اخوان المسلمین حزب اسلامی گلبدین حکمتیار درآمد و فعالیت خود را در اجراء فعالیت‌های چریکی شهری، نشر اعلامیه علیه حزب حاکم و غیره آغاز کرد. وی پس از شناسایی و تحت تعقیب گرفتن توسط مأموران حکومتی به ایران مهاجرت کرد و در آنجا از حزب اسلامی جدا و وارد سازمان نصر افغانستان شد. وی در سال ۱۳۶۱ به افغانستان بازگشت و به عنوان مسئول جهاد سازمان نصر تعیین شد. در سال‌های ۱۳۶۱ تا ۱۳۶۷ به عنوان عضو شورای ولایتی و مسئول پایگاه مرکزی سازمان نصر در غزنی (پایگاه شـ رضایی نی قلعه) ایفای وظیفه کرد. وی تا قبل از تشکیل حزب وحدت در سال ۱۳۶۹ در ولایت غزنی علیه حکومت عملیات‌های ضد دولتی و ضد روسی را ترتیب می‌داد و در جنگ چهارده‌ماهه لومان-جاغوری نقش تعیین‌کننده‌ای داشت. در این جنگ نیروهای دولتی در تاریخ ۲۶ دلو/بهمن ۱۳۶۷ که در منطقه لومان مستقر بودند شکست خورد و مجبور به ترک منطقه کرد و در مدتی کوتاه و پس از تصرف ولسوالی قره باغ رفت‌وآمد نیروهای دولتی در مسیر کابل قندهار نیز قطع شد. پس از تشکیل حزب وحدت وی به عنوان عضو شورای مرکزی آن درآمد و به سمت معاونت کمیته نظامی این حزب منصوب شد.

## پس از تشکیل حزب وحدت اسلامی
وی پس از تشکیل حزب وحدت اسلامی به همراه اخلاصی و جنرال احمد بنیادی به بامیان که مرکز حزب وحدت بود رفت و توانست یک اردوی نظامی متشکل از ۲ هزار نفر را تشکیل دهند و موقعیت حزب وحدت را از لحاظ نظامی بهبود ببخشد. پس از سقوط دولت کمونیستی به دستور شورای مرکزی حزب وحدت که در بامیان مستقر بود برای تصرف یک منطقه استراتژیک در کابل وی در ۱۶ ثور/اردیبهشت از غزنی به سمت کابل حرکت کرد و در غرب کابل مستقر شد. وی در مدت ۸ ماه که در کابل حضور داشت به عنوان عضو کمیسیون نظامی در جنگ‌های تحمیلی عبدالرب رسول سیاف و شورای نظار حضور داشت. وی در اواخر تابستان ۱۳۷۲ به بامیان رفت و پس از گفتگوها تصمیم بر آن شد که شورای مرکزی به کابل منتقل شود. در اواسط تابستان سال ۱۳۷۳ شورای مرکزی حزب وحدت اسلامی به کابل منتقل شد. وی در سال‌های پس از تشکیل حزب وحدت به ولایات غزنی و اروزگان حضور یافت تا تنش‌ها و درگیری‌ها را در آن مناطق حل کند.

## مرگ
با ظهور طالبان و رسیدن آنان به دروازه‌های کابل حزب اسلامی در محاصره نیروهای دولت ربانی و طالبان قرار داشت. ابوذر غزنوی در اواخر اداره قول اردو را بر عهده داشت و سرانجام هنگامی که به همراه عبدالعلی مزاری در اسارت طالبان قرار داشت در ۲۲ حوت/اسفند ۱۳۷۳ به دست آنان کشته شد. وی بعدها در سنگ‌ماشه جاغوری دفن شد.